# CB4
CB4 (conocida también como Cell Block Four o Celdas Bloque 4) es una película de 1993 dirigida por Tamra Davis y protagonizada por Chris Rock. La película parodia el grupo de rap N.W.A.
La película incluye algunos cameos de famosos como Halle Berry, Ice Cube, Ice-T, Flavor Flav, Shaquille O'Neal, los Butthole Surfers y el fallecido Eazy-E, que hacen de ellos mismos. 
El filme llegó al número 1 en los Estados Unidos durante una semana. Recaudando unos 6.122.450 de dólares.

## Argumento
La película sigue la historia de un grupo de tres jóvenes aspirantes a raperos en la fama y popularidad. Siendo amigos durante mucho tiempo, así como raperos aficionados, Albert, Euripides y Otis desean tener una gran oportunidad en la escena del rap. Con el fin de obtener su apodo, tienen que recurrir al propietario de un club nocturno, Gusto. Después de un fallido encuentro con Gusto, la policía lo arresta y lo envían a la cárcel. Gusto culpa al grupo de su arresto y jura que cumplirá venganza en cuando sea liberado de la cárcel. 
Sin embargo, mientras que Gusto es encerrado, Albert toma el nombre y la identidad de Gusto haciéndose llamar MC Gusto y forma el grupo CB4 (Cell Block 4). Se convertirá entonces en la banda más popular en las listas, con éxitos como "Sweat From My Balls" y "Straight Outta Locash". Su ascenso a la fama es documentado por un aspirante a director. 

## Reparto
| Actor                   | Personaje                    | Cargo del personaje en la película                                   |
| ----------------------- | ---------------------------- | -------------------------------------------------------------------- |
| Chris Rock              | Albert Brown / MC Gusto      | Líder del grupo amateur CB4                                          |
| Allen Payne             | Euripides Smalls / Dead Mike | Segundo vocal del grupo CB4 y voz en una línea erótica homosexual    |
| Deezer D                | Otis / Stab Master Arson     | Disc jockey en el grupo CB4                                          |
| Chris Elliott           | A. White                     | Director de documentales amateur                                     |
| Phil Hartman            | Virgil Robinson              | Jefe de moralidad y decencia del ayuntamiento de Sacramento          |
| Charlie Murphy          | Gusto                        | Dueño de un club y gánster                                           |
| Khandi Alexander        | Sissy                        | Ayudante personal del productor Jones Trustus                        |
| Art Evans               | Albert Sr. Brown             | El padre de Albert Brown                                             |
| Theresa Randle          | Eve                          | Periodista de una revista que investiga el pasado del grupo CB4      |
| Willard E. Pugh         | Trustus Jones                | Productor personal del grupo CB4                                     |
| Tyrone Granderson Jones | 40 Dog                       | Guardaespaldas de Gusto                                              |
| Rachel True             | Daliha                       | Novia de Albert Brown                                                |
| Richard Gant            | Baa Baa Ack                  | Activista por la liberación del hombre negro                         |
| J.D. Daniels            | Ben                          | Hijo del jefe de moralidad y decencia del ayuntamiento de Sacramento |
| Stoney Jackson          | Wacky Dee                    | Cantante y bailarín perteneciente a la productora de Trustus Jones   |
| Jedda Jones             | Camarera                     | Camarera del bar Big Ass Biscuit                                     |